# Jukotîn, Turka
Jukotîn (în ucraineană Жукотин) este un sat în comuna Limna din raionul Turka, regiunea Liov, Ucraina.

## Demografie
Componența lingvistică a localității Jukotîn
     Ucraineană (100%)
Conform recensământului din 2001, toată populația localității Jukotîn era vorbitoare de ucraineană (100%).